# 群馬電視台
群馬電視株式會社（日语：／ Gunma Terebi */?）是日本的一家位于群馬縣的獨立UHF電視台，簡稱GTV，成立於1970年2月16日，開播于1971年4月16日。數位電視呼號為JOML-DTV。該台也是關東地方第一家獨立UHF電視台。

## 外部連結
- 群馬電視台 （页面存档备份，存于）
- 群馬テレビエンタープライズ （页面存档备份，存于）
- M-cas上『群馬電視台』的節目 （页面存档备份，存于）
- 群馬電視台官方（ポチッとくん）的X（前Twitter）
- 群馬電視台的Facebook專頁
- 群馬電視台（ポチッとくん）的Instagram帳戶
- YouTube上的群馬電視台頻道